# Geórgios Rumbanis
Geórgios Rumbanis (grec: Γεώργιος Ρουμπάνης)  (Trípoli, 15 d'agost de 1929 - Atenes, 11 de febrer de 2025) va ser un atleta grec, especialista en el salt de perxa, que va competir durant la dècada de 1950. El seu germà Aristidis Rumbanis també fou un atleta olímpic.
Durant la seva carrera esportiva va prendre part en tres edicions dels Jocs Olímpics d'Estiu. El 1952 i 1960 no es classificà per disputar la final, però el 1956, en els Jocs de Melbourne, va guanyar la medalla de bronze en la prova del salt de perxa del programa d'atletisme. En la final, que durà 11 hores, finalitzà rere els estatunidencs Bob Richards i Bob Gutowski. En aquests mateixos Jocs fou l'abanderat grec durant la cerimònia inaugural. Aquesta medalla fou la primera aconseguida per Grècia des que als Jocs d'Ambers de 1920 guanyés una medalla de plata del programa de tir.
En el seu palmarès també destaca una medalla de plata als Jocs del Mediterrani de 1955. El 1961 es retirà de l'atletisme, per treballar com a consultor de gestió als Estats Units. Posteriorment tornà a Grècia, on va ocupar diversos càrrecs administratius en l'esport.

## Millors marques
- Salt de perxa. 4,60 metres (1958)[1][3]